# 야크 마에
야크 마에(에스토니아어: Jaak Mae, 1972년 2월 25일~)는 에스토니아의 크로스컨트리 스키 선수이다. 올림픽에 5회 연속(1994~2010)으로 참가했으며 2002년 동계 올림픽에서 남자 크로스컨트리 스키 15km 클래식 종목에서 동메달을 획득했다. 또한 세계 선수권 대회에서 개인 은메달 1개를 획득했다.